# Metropolitanstadt Sassari
Die Metropolitanstadt Sassari (italien. Città metropolitana di Sassari, sassares. Ziddai (auch Tziddai) metroporitana di Sàssari, sard. Tzitade metropolitana de Tàtari) ist eine italienische Metropolitanstadt der Autonomen Region Sardinien. Hauptstadt ist Sassari im Nordwesten Sardiniens. Sie hat etwa 325.288 Einwohner (Stand 31. Dezember 2023) in 66 Gemeinden auf einer Fläche von 4.281 km².
Die Metropolitanstadt Sassari entstand 2021 aus der früheren Provinz Sassari, deren Gebiet auf die Metropolitanstadt und die Provinz Nord-Est Sardegna aufgeteilt wurde.
Die Metropolitanstadt Sassari ist das Gebiet mit der größten Dichte von Nuraghen und auch ihr Anteil an den Domus de Janas ist sehr groß.

## Sehenswürdigkeiten
- Alghero Stadt und Hafen

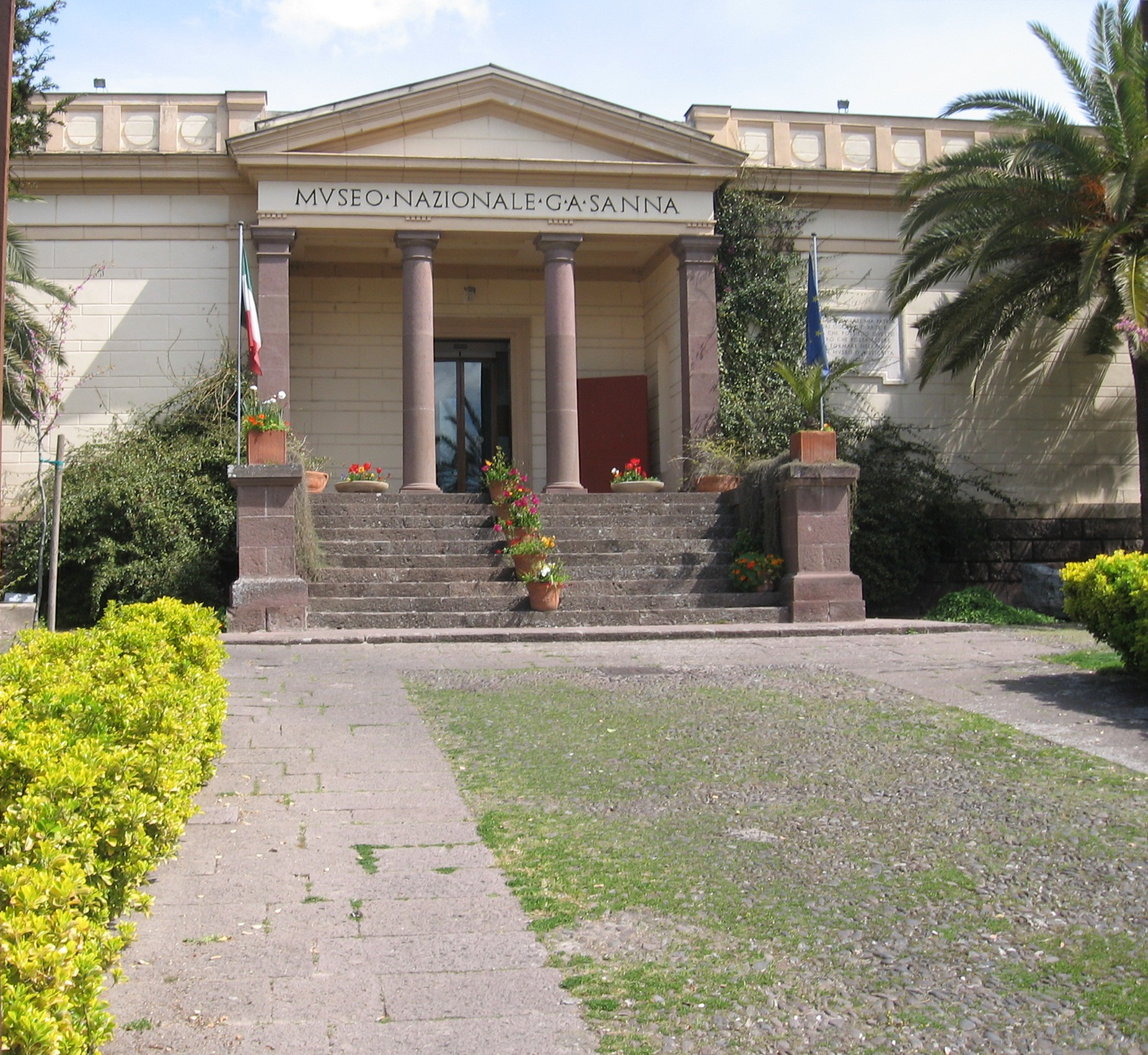
Museo Sanna

- Argentiera die Bergarbeitersiedlung an der Westküste
- Monte Baranta bei Olmedo, Prenuraghische Siedlung
- Monte d’Accoddi bei Porto Torres, Tempelpyramide
- Predio Canopoli in Perfugas, Brunnenheiligtum (SS)
- Sa Coveccada bei Mores Dolmen
- Santissima Trinità di Saccargia Kirche
- San Pietro di Sorres Kirche
- Sassari Museo Nazionale G. A. Sanna
- Su Lumarzu bei Bonorva, Brunnenheiligtum
- Villanova Monteleone Zona archeologica di Nuraghe Appiu
- Domus de Janas
  - Anghelu Ruju 37
  - Campu Luntanu Florinas Tomba rupestre
  - Felsgrab von Molafa bei Sassari,
  - Mandra Antine bei Thiesi,
  - Mesu ’e Montes bei Ossi,
  - Moseddu bei Giave,
  - Puttu Codinu bei Villanova Monteleone,
  - Sant’ Andria Priu bei Bonorva
  - Santu Pedru bei Olmedo,
  - Sos Furrighesos bei Anela,
- Nuraghen
  - Nuraghe Ispiene
  - Nuraghe Oes
  - Palmavera
  - Protonuraghe Front’e Mola
  - Nuraghe Santu Antine bei Torralba
  - Valle dei Nuraghi